# Absolute Quiet
Pour plus de détails, voir Fiche technique et Distribution.
Absolute Quiet est un film américain réalisé par George B. Seitz, sorti en 1936.

## Fiche technique
- Titre : Absolute Quiet
- Réalisation : George B. Seitz
- Scénario : Harry Clork et George F. Worts
- Direction artistique : Cedric Gibbons
- Photographie : Lester White
- Montage : Conrad A. Nervig
- Musique : Franz Waxman
- Société de production : Metro-Goldwyn-Mayer
- Pays de production : États-Unis
- Format : Noir et blanc - 1,37:1
- Genre : drame
- Durée : 70 minutes
- Date de sortie : 1936

## Distribution
- Lionel Atwill : G.A. Axton
- Irene Hervey : Laura Tait
- Raymond Walburn : Gouverneur Pruden
- Stuart Erwin : 'Chubby' Rudd
- Ann Loring : Zelda Tadema
- Louis Hayward : Gregory Bengard
- Wallace Ford : Jack
- Bernadene Hayes : Judy
- Robert Gleckler : Jasper Cowdray
- Harvey Stephens : Barney Tait
- J. Carrol Naish : Pedro
- Matt Moore : Pilote
- Robert Livingston : Copilote